# Le Lexique culinaire Ferrandi
Le Lexique culinaire Ferrandi est un dictionnaire de cuisine publié en 2015 par Kilien Stengel aux éditions Hachette.
Il reçoit la même année le Gourmand World Cookbook Awards, dans la catégorie « Best French Cuisine Book ».

## Résumé
Le Lexique culinaire Ferrandi recouvre tout le vocabulaire de la cuisine et de la pâtisserie expliqué en 1 500 définitions. Ce livre est uniquement composé de terminologies, par ordre alphabétique, de « À cœur » à la « Ziste ».

## Réception critique
Le Lexique culinaire Ferrandi de Kilien Stengel connaît un grand succès critique et public. Nombreux sont les médias grand public à s’en inspirer,,,, comme les médias professionnels, ou les essayistes Ouvrage D’un seuil à l’autre:  Approches plurielles, rencontres, témoignages.
Les critiques scientifiques saluent le livre en ces termes : « Le lexique culinaire (Stengel, 2015) réunit plus de 1500 termes culinaires précisément expliqués . » (Chienwen Tsai)

## Traductions et adaptations
En 2017, la traduction coréenne du lexique culinaire est publiée dans la collection Macaron des Éditions Esoope à Séoul.
En 2018, un colloque sur les terminologiques culinaires et gastronomiques sera organisé par son auteur en s’appuyant, entre autres, sur la production de ce lexique .

## Prix
- 2015 : Gourmand World Cookbook Awards, catégorie Best French Cuisine Book[9].